# Max Boonstoppel
Max Boonstoppel (7 april 2000) is een Oostenrijks-Nederlands voetballer momenteel uitkomend voor FC Eindhoven. Op 24 februari 2020 maakte hij zijn debuut in het betaalde voetbal tijdens de wedstrijd Jong AZ - FC Eindhoven.